# Herpestomus arridens
Herpestomus arridens är en stekelart som först beskrevs av Johann Ludwig Christian Gravenhorst 1829.  Herpestomus arridens ingår i släktet Herpestomus och familjen brokparasitsteklar. Arten är reproducerande i Sverige. Inga underarter finns listade i Catalogue of Life.